# Inge de Bruijn
Inge de Bruijn (n. 24 august 1973, Barendrecht, Olanda de Sud, Țările de Jos) este o înotătoare neerlandeză, medaliată olimpică. A participat la trei ediții ale Jocurilor Olimpice (1992, 2000, 2004), în care a câștigat șase medalii de aur, două medalii de argint și două medalii de bronz.